# ハン・ソロ
ハン・ソロ (Han Solo) は、アメリカ合衆国のSF映画『スター・ウォーズ』シリーズに登場するキャラクター。相棒のチューバッカと共に密輸業を営む無法者だったが、ルーク・スカイウォーカーやレイア・オーガナとの出会いをきっかけに銀河帝国との戦いに加わる。
ジョージ・ルーカスは、ソロのキャラクターについて「グループの一員であること、公益のために尽くすことの重要性を理解している一匹狼」と述べている。ハリソン・フォードがソロ役を演じ、スピンオフ作品『ハン・ソロ/スター・ウォーズ・ストーリー』ではオールデン・エアエンライクが演じている。アメリカン・フィルム・インスティチュート（AFI）が企画した「AFIアメリカ映画100年シリーズ」では、『アメリカ映画のヒーローベスト50』で14位、彼のセリフ「May the Force be with you」（「フォースと共にあらんことを」）が『アメリカ映画の名セリフベスト100』で8位にランク入りしている。

## 劇中での活躍

### ハン・ソロ/スター・ウォーズ・ストーリー
惑星コレリアで犯罪組織の下働きをしていたが、トラブルから逃れるために帝国アカデミーの門を叩き、姓が必要となり、家族がいなかったことから「ソロ」の名を受付係に付けられた。アカデミーではパイロット候補生。同期の者の中では首席になる程優秀だったが帝国の方針に異議を唱えたことからストームトルーパーへ追放され、戦場に送られる。脱走の常習犯として入れられた牢獄でチューバッカと出会い協力して脱出、強盗団に加わる。請け負った仕事で速い船が必要となりミレニアム・ファルコン号を所持するランド・カルリジアンを仲間に引き入れる。その仕事の最中に負傷したランドに代わってミレニアム・ファルコンを操縦し、銀河中にその名をとどろかせることとなる「ケッセル・ランを12パーセク」（オバ・ダイア―ケッセル間のハイパースペース・ルートを、通常なら20パーセク掛かるところを40パーセント短縮）の記録を達成。仕事を終わらせた後カードゲーム「サバック」でランドとの勝負に勝ち、ファルコンを手に入れた。

### オリジナル・トリロジー

#### エピソード4/新たなる希望
悪名高い密輸団の一員に加わり、ジャバ・ザ・ハットなどの犯罪王を相手にケッセル産スパイスの密輸を生業としていた。ある時、スパイスを輸送中に帝国軍の検閲に遭遇し、積み荷を全て宇宙空間に投棄して難を逃れるが、その損害賠償により依頼主のジャバに多額の借金を作ってしまう。途方に暮れていた矢先、モス・アイズリーの酒場で出会ったルーク・スカイウォーカーとオビ＝ワン・ケノービを惑星オルデランに連れていく仕事を莫大な報酬金で請け負った。しかし彼らが到着した時、オルデランは既にデス・スターの攻撃で破壊されており、ファルコンもデス・スターの牽引ビームに引っかかって捕まってしまう。オビ＝ワンが牽引ビームのスイッチを落としている間に、囚われの身となっていたレイア・オーガナをルークと共に救出。ストームトルーパーの追撃を受けながらどうにかファルコンまで戻り、デス・スターを脱出して反乱同盟軍の基地のある惑星ヤヴィンへと向かう。報酬金を受け取った後は、ジャバに借金を返しに行くために早々と立ち去ろうとする。その横では同盟軍がデス・スターを戦闘機で破壊する作戦の準備を進めており、ルークに協力を求められるも無謀な作戦だと嘲笑し、失望を買う。しかし最後の最後で引き返し、ルークの乗るXウイングの背後に迫った帝国軍のTIEファイターを死角から撃墜した。この助太刀によってルークはデス・スターの破壊に成功。ソロはレイアから勲章を授与された。

#### エピソード5/帝国の逆襲
同盟軍と共に行動を続けていたが、ジャバへの借金返済ができなかったため賞金がかけられてしまい、ボバ・フェットなどの賞金稼ぎに追われる身となる。そのため、同盟軍からの離脱を決断し、惑星ホスに築かれた秘密基地を去ろうとしていた。だがファルコンの調子が悪くなかなか出発できないうちに、帝国軍が基地を襲撃してくる。逃げ遅れたレイアとC-3POを連れて間一髪脱出するが、修理途中のファルコンでは十分に飛行できず、宇宙空間で追い詰められ小惑星帯に逃げ込む。しかし、そこで身を隠した洞窟も巨大な宇宙ナメクジの体内であり、慌てて抜け出す。ピンチの状況が続く中で、以前より互いのことが気になりかけていたレイアと一層親密になっていく。
ファルコンをスター・デストロイヤーが投棄したゴミに紛れ込ませるという奇策で、まんまと追っ手を回避すると、ハイパードライブを完全に修理するため旧知の仲のランドを頼り、惑星ベスピンのクラウド・シティへ向かう。しかし帝国軍に雇われていたボバ・フェットはソロの機転を見逃さず、秘かに後をつけていた。先回りをした帝国軍はランドと密約し、彼の裏切りによって捕らえられたソロはカーボン凍結の実験台にされる。その直前にレイアと思いを確かめ合い、「愛してる(I love you.)」という彼女の告白に「知ってたさ(I know.)」と答える。彫像になったソロはボバ・フェットに渡され、ジャバの宮殿へと運ばれる。

#### エピソード6/ジェダイの帰還
カーボン凍結されてから一年近く、ジャバの宮殿に飾られていた。賞金稼ぎに化けて侵入したレイアに凍結を解かれるも、すぐにまた捕まってしまい、砂漠に住むクリーチャーのサルラックの餌として処刑されそうになる。しかし同盟軍の仲間になったランドの助太刀や、ルークとR2-D2の連携などによって辛くも命拾いし、不意を突かれたジャバの一団を壊滅させてボバ・フェットを（思いがけず）倒すことにも成功する。
同盟軍に戻った後は将軍に任命され、第二デス・スターへの攻撃ではファルコンをランドに託し、自身は惑星エンドアの「月の森」にあるシールド発生装置を破壊する作戦のリーダーとなる。装置の場所へ向かう途中でスカウトトルーパーを襲撃し、撃破するもののレイアの行方が分からなくなる。他のメンバーを先に行かせて、チューバッカとルーク、R2、3POの5人で彼女を捜索していると、エンドアの原住民であるイウォーク族が狩猟用に仕掛けた罠に全員まとめて引っ掛かってしまう。イウォークの棲家に連行され、危うく丸焼きにされて喰われそうになるが、先にイウォークと合流し親しくなっていたレイアがそこへ現れ、解放を頼む。さらにルークがフォースを使用し、イウォークが神と勘違いした3POの玉座を浮かせて見せ、慄いた彼らは慌てて全員の拘束を解いた。その後3POを通じてイウォークたちを味方につけ、翌日の攻撃に備える一行だったが、そのさなか、ルークがレイアに自分達は双子の兄妹であることを明かして、帝国軍に一人投降。戸惑うレイアの姿に、真実を知らないソロはルークと近しい関係になったのではないかと疑うが、うやむやになる。
そして翌日、ソロ率いる攻撃チームは装置の設置された帝国軍のシェルターに侵入、作戦は順調に成功するかに見えた。しかし、実は第二デス・スターの情報を同盟軍が手に入れた時点から、帝国軍の巧みな罠が展開されていたのであった。シェルターから締め出されたソロ達は、トルーパーやウォーカーに取り囲まれる。そこへ、隠れて待機していたイウォークの集団が一斉に奇襲を仕掛け、反撃に転ずる。どうにか外の敵を制圧し、さらに強奪したウォーカーを利用したソロの作戦で、シェルターの中に残っていた帝国軍兵士を外へおびき出し、無事に装置の破壊を成し遂げた。第二デス・スターも爆破され、その光景を地上から眺めていたソロは、もしやルークも巻き添えになったのではないかと心配するが、きっと無事だとレイアに励まされる。ルークを愛しているのかという質問を肯定するレイアに対し、彼が帰ってきたら自分は身を引くと宣言する。しかし、愛しているというのは異性としてではなく兄であるからと告げられ、改めて真相を知ると、レイアとキスを交わした。

### シークエル・トリロジー
帝国軍壊滅後はレイアと結ばれ息子のベンを儲けるが、彼は祖父ダース・ベイダーへと傾倒し始め、二人の手に負えなくなったためルークの元へと預けられる。しかし、ベンはダークサイドに転向、ルークの弟子たちを殺害して姿を消す。これにショックを受けたソロはチューバッカと共にレイアたちの前から去る。

#### エピソード7/フォースの覚醒
エンドアの戦いから30年後、密輸業を再開していたソロは失った愛船のミレニアム・ファルコンを捜索の末見つけるが、惑星ジャクーでの戦闘の成り行きからミレニアム・ファルコンに乗り込んでいたレイとフィンとBB-8に出会う。彼らを助けるために旧知の仲であるマズ・カナタのいる惑星タコダナに向かうも、そこで重要情報を握るBB-8を狙うファースト・オーダーの部隊が侵攻を開始し、チューバッカやフィンと共にストームトルーパーらと交戦するも追い詰められる。そこへレイア率いるレジスタンス（新共和国）の部隊が駆け付けたことで命拾いするが、脱出を図るファースト・オーダーの地上部隊の中に、「カイロ・レン」と名を変えたベンがいることや、同時に彼によってレイが捕まったのを目撃する。その後、タコダナに到着したレイアと共にレジスタンスの基地がある惑星ディカーへと向かう。ベンを救いたいと願うものの、「ルークでさえ無理だったんだぞ」と弱音を吐くが、レイアから「ルークはジェダイ。あなたは父親なのよ」と励まされ、思いを固めてファースト・オーダーのスターキラー基地へと乗り込む。
自力での脱出に成功したレイと合流し、ポー・ダメロン率いるXウイング部隊がスターキラー基地の重要区画であるサーマル・オシレーターを攻撃するのを援護すべく、その内部に爆弾を仕掛ける。そこで再びベンを目撃し、二人でレイアの元に帰ろうと語りかける。説得に応じた様子を見せるベンだったが、本当はファースト・オーダーの最高指導者スノークの意向に従っていたに過ぎなかった。完全に油断していたソロは、ベンのライトセーバーで胸を貫かれた。致命傷を負い、最後の力を振り絞って目の前に立つ息子の頬をなでると、スターキラー基地のエネルギーコアに落下していった。

#### エピソード9/スカイウォーカーの夜明け
惑星エンドアの「海の月」においてレイとの戦いに敗れ、その場に一人取り残されたベンの前に、彼の記憶が作り出した幻影という形で現れる。レイアの死による悲しみで心が揺れていたベンに対し、一緒に帰ろうと再び語りかける。もう遅いとベンは拒絶するが、「母さんの志は生きている。死んではいない」と否定し、ライトサイドへ帰還する勇気を出せない彼を励ます。ベンは「父さん……」と声を震わせ、それ以上言葉は無かったがソロは笑顔で、「知ってるさ」と答えた。ライトセーバーをベンは海に投げ捨て、そして次の瞬間には、もうどこにもソロの姿はなかった。

### レジェンズ
『新たなる希望』以前の経歴について書かれた小説では、ソロは惑星コレリアで生まれ、コレリアの路上で孤児として育つが、海賊ギャリス・シュレイクに拾われ、窃盗など数々の犯罪を仕込まれる。主人の船であるトレーダーズ・ラック号で奴隷同然の扱いを受けながら育つも、母親代わりであったウーキー族の女性のおかげもあり、辛うじて完全に荒みきることはなかった。学校へ通うことは許されなかったが、時折忍び込んでは必死に勉強をしていた。また、主人の命令で出場させられたスゥープレースでは、抜群の反射神経と天性の才を見せ、サーキットを大いに沸かせた。
19歳で船を脱走。パイロットとしての技量を頼りに、惑星イリーシアに赴き海賊を討伐するなどの活躍を見せるが、ハットの所有物であった奴隷女性と恋に落ち、危うく彼の逆鱗に触れるところを逃亡した。その後、コルサント経由で惑星カリダの帝国アカデミーに入学。各種教育課程を、好成績で修了。特に持ち前の操縦技術が高く評価され、後に彼の愛用となる軍服コレリアン・ブラッドストライプの着用を許される。帝国軍の高級将校となる道が開けていたが、奴隷だったウーキー族のチューバッカと出会い、彼の逃亡を助けたことから軍事法廷で有罪判決を受けたため、軍籍を剥奪され除隊処分となる。「命の借り」を返すために付き従い、以後苦楽を共にすることとなる相棒兼副操縦士のチューバッカと共に密輸業者となる。
エンドアの戦いから4年後、ハン・ソロは職を辞して結婚し、レイアとの間にジェイナ、ジェイセン、アナキンの3人の子供をもうける。
その後も様々な戦いで英雄的な活躍をし、ソロを題材にしたドラマが多く作られるほど有名になるが、大半が事実に基づかない創作されたストーリーであり、本人はそうした虚像で見られることを嫌っている。

## コンセプトと創造
『スター・ウォーズ』の草案では、ハン・ソロは緑色の肌で鼻がなく、巨大なエラを持つエイリアン種族であり、同時にジェダイ＝ベンドゥ（ジェダイ・オーダー）のメンバーでスカイウォーカー将軍とも面識があるという設定だった。後にソロは口髭を生やした華麗な海賊に変更され、ルーカスは物語を3人の人間（ルーク、レイア、ソロ）を中心に進展させることに決め、草案のエイリアンの代わりにソロの助手としてチューバッカをデザインした。最終決定稿で、ソロは「タフなジェームズ・ディーン的スタイルの宇宙パイロット」に変更されている。ソロは皮肉屋で機知に富んだ密輸業者であると同時に現実的な人間でもあり、自身を実利主義者だと思っている。しかし、彼はルークたちとの冒険を通して他者への思いやりの心を持つようになっていく。
ルーカスは自身の監督作『アメリカン・グラフィティ』のキャストを『スター・ウォーズ』に起用することを避け、ソロ役にはアル・パチーノ、クリストファー・ウォーケン、ジャック・ニコルソン、シルヴェスター・スタローン、カート・ラッセル、ビル・マーレイ、スティーヴ・マーティン、ロバート・イングランド、ニック・ノルティ、バート・レイノルズなどが候補に挙がっていた。しかし、『アメリカン・グラフィティ』の出演者であるハリソン・フォードが、レイア役のオーディションの相手役を務めた際の演技が認められ、ソロ役に起用された。ルーカスは、フォードのことを「面白いキャラだけど、嫌な奴にもなれる奴だ」と評価していた。
『シスの復讐』の初期案では、キャッシークでグリーヴァス将軍の行方を探すヨーダを助ける10代の少年として登場する予定となっていたが、ルーカスはキャスティングを始める前にソロの登場シーンをカットすることに決めている。また、フォードは映画の中で「ソロは死ぬべきだ」と考えており、『ジェダイの帰還』ではソロを殺すように求めたがルーカスに拒否されている。『フォースの覚醒』で、ソロは息子カイロ・レンに殺されるが、監督のJ・J・エイブラムスは彼が殺されることで、レンがダース・ベイダーの後継者として成長する機会を与えたという点で映画に貢献していると述べている。シリーズ最終作『スカイウォーカーの夜明け』にもわずか数分程度ながら重要な役回りで登場しているが、フォードは何故かノンクレジットになっている。

## 配役
俳優ハリソン・フォードが演じた。当初ジョージ・ルーカス監督は主役の3人には無名の俳優の起用を希望していたため、既に監督の前作『アメリカン・グラフィティ』で評価を得ていたフォードは候補には含まれていなかった。しかしレイア役のオーディションの相手役を務めた際の演技が認められ、ハン・ソロ役に抜擢された。スピンオフ作品『ハン・ソロ/スター・ウォーズ・ストーリー』ではアルデン・エーレンライクがキャスティングされている。アニメレゴ・スターウォーズではマイケル・デンジャーフィールドが声を担当している。

### 日本語吹き替え
- エピソード4～6ソフト・特別編、続三部作、CRフィーバースター・ウォーズ ダース・ベイダー降臨 - 磯部勉
- LEGO スター・ウォーズ パダワン・メナス - 根本圭子
- ハン・ソロ - 前野智昭
- レコード版 - 羽佐間道夫（エピソード4）
- 劇場公開版 - 森本レオ（エピソード4、5）
- 日本テレビ版1 - 松崎しげる（エピソード4）
- 日本テレビ版2 - 村井国夫（エピソード4～6）
- 日本テレビ版3 - 堀内賢雄（エピソード4特別編）
- テレビ朝日版 - 山寺宏一（エピソード5）
- スター・ウォーズ ギャラクティック・バトルグラウンド - 大塚明夫
- スター・ウォーズ ローグ スコードロン II、同III - 菅生隆之
- ロボット・チキン - 小山力也
- LEGO スター・ウォーズ:ヨーダ・クロニクル、LEGO スター・ウォーズ:ドロイド・テイルズ、フィニアスとファーブ／スターウォーズ大作戦 - 東地宏樹
- LEGO ムービー - 森川智之
- The Making of STAR WARS (1977)日本放送版 - 飯塚昭三

長年C-3PO役を担当した声優の野沢那智が、トーク番組『ライオンのごきげんよう』で語った所によると、ハン・ソロ（野沢は「ハリソン・フォードの役」と話していた）役で参加していた津嘉山正種に対し、本国から派遣された監修スタッフが日本語と英語の演技の違いを考慮せず「違うだろ」という台詞について延々ダメ出しを繰り返した結果、津嘉山が「やってられるか！」と激怒し台本を床に叩きつけ降板したという。野沢が参加している、すなわち日本テレビ版かソフト版どちらかは不明だが、当初のキャスティングが変更になった、あるいはお蔵入りになった音源が存在することになる。